# Marmosa mexicana
El tlacuache (nahuatlismo de tlacuatzin),  marmosa mexicana zorrici (Marmosa mexicana) es una especie de marsupial didelfimorfo de la familia Didelphidae que habita en el este y sur de México, Belice, Guatemala, Honduras, El Salvador, Nicaragua, Costa Rica , Panamá y Colombia
En México los tlacuaches han estado poco estudiados a pesar de su gran importancia en el ámbito biológico pues proveen servicios ambientales como la dispersión de semillas y el control de pequeños vertebrados, resaltó Scarlet Pérez Ramos, egresada de la Facultad de Ciencias Biológicas y Agropecuarias FCBA de la Universidad Veracruzana